# Bannière d'Abag
Pour les articles homonymes, voir Abaga.
La bannière d'Abag (阿巴嘎旗 ; pinyin : Ābāgā Qí) est une subdivision administrative de la région autonome de Mongolie-Intérieure en Chine. Elle est placée sous la juridiction de la ligue de Xilin Gol.

## Démographie
La population de la bannière était de 41 589 habitants en 1999.